# Gerichtsbezirk Baden

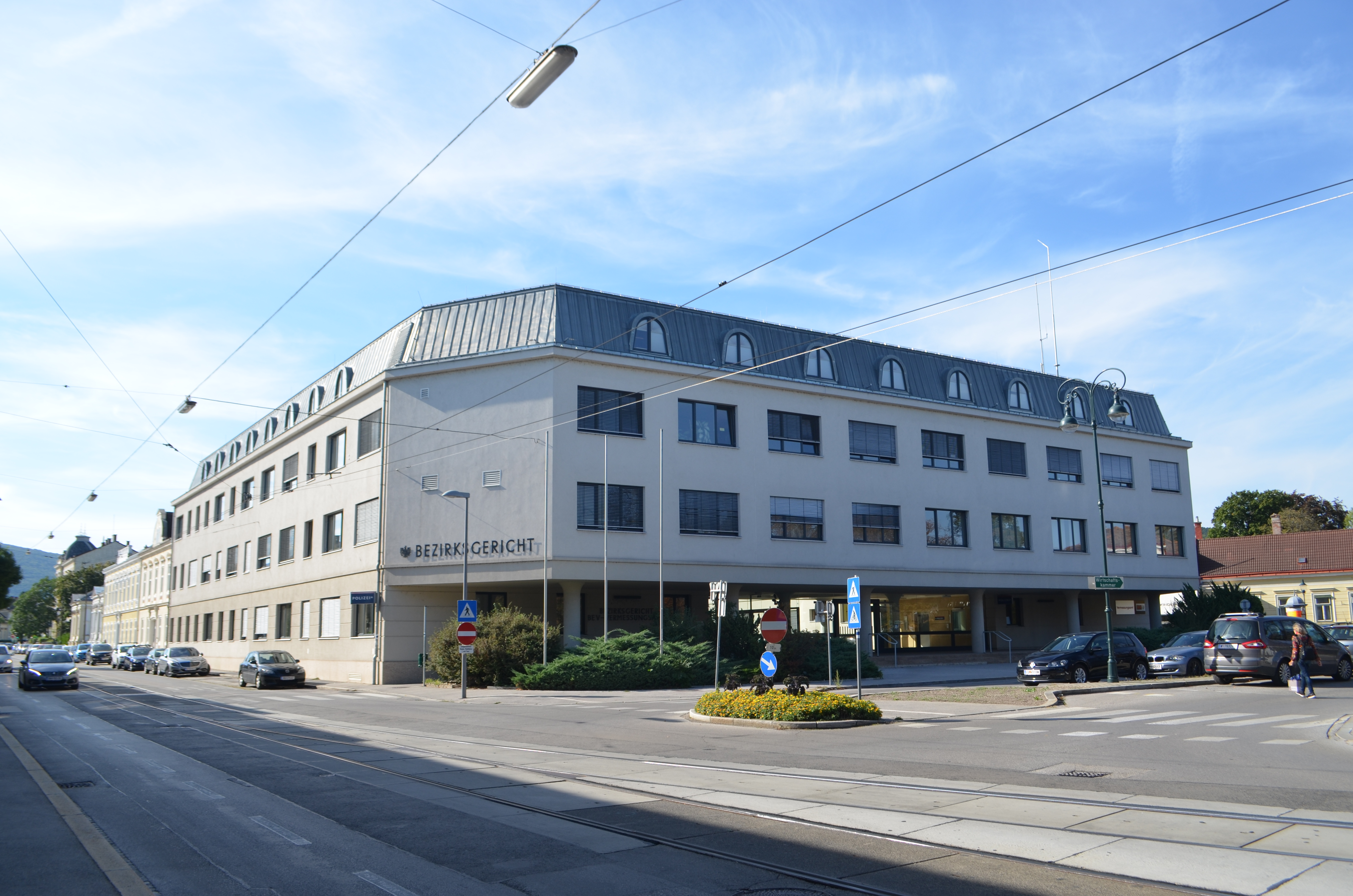
Bezirksgericht Baden

Der Gerichtsbezirk Baden ist einer von 24 Gerichtsbezirken in Niederösterreich und ist deckungsgleich mit dem Bezirk Baden. Der übergeordnete Gerichtshof ist das Landesgericht Wiener Neustadt.

## Gemeinden
Einwohner: Stand 1. Jänner 2024

### Städte
- Bad Vöslau (12.442)
- Baden (25.923)
- Berndorf (8.944)
- Ebreichsdorf (11.978)
- Traiskirchen (19.209)

### Marktgemeinden
- Altenmarkt an der Triesting (2.176)
- Enzesfeld-Lindabrunn (4.327)
- Günselsdorf (1.728)
- Hernstein (1.578)
- Hirtenberg (2.609)
- Kottingbrunn (7.532)
- Leobersdorf (5.265)
- Oberwaltersdorf (5.184)
- Pfaffstätten (3.488)
- Pottendorf (7.681)
- Pottenstein (2.953)
- Reisenberg (1.778)
- Seibersdorf (1.579)
- Sooß (1.065)
- Teesdorf (1.891)
- Trumau (3.738)
- Weissenbach an der Triesting (1696)

### Gemeinden
- Alland (2.680)
- Blumau-Neurißhof (1.938)
- Furth an der Triesting (870)
- Heiligenkreuz (1.622)
- Klausen-Leopoldsdorf (1.680)
- Mitterndorf an der Fischa (3.096)
- Schönau an der Triesting (2.118)
- Tattendorf (1.435)

## Geschichte
Am 1. Jänner 2004 wurde der Gerichtsbezirk Pottenstein aufgelassen und der Gerichtsbezirk Baden wurde um die Gemeinden Altenmarkt an der Triesting, Berndorf, Enzesfeld-Lindabrunn, Furth an der Triesting, Hernstein, Hirtenberg, Pottenstein und Weissenbach an der Triesting erweitert.
Am 1. Jänner 2013 wurde der Gerichtsbezirk Ebreichsdorf aufgelassen und die Gemeinden Blumau-Neurißhof, Ebreichsdorf, Günselsdorf, Mitterndorf an der Fischa, Oberwaltersdorf, Pottendorf, Reisenberg, Seibersdorf, Tattendorf, Teesdorf und Trumau wurden dem Gerichtsbezirk Baden zugewiesen.